# Dersören
Dersören är en ö i Finland.   Den ligger i den ekonomiska regionen  Vasa  och landskapet Österbotten, i den sydvästra delen av landet, 400 km nordväst om huvudstaden Helsingfors. Arean är 0,38 kvadratkilometer.
Terrängen på Dersören är mycket platt. Den sträcker sig 1,0 kilometer i nord-sydlig riktning, och 0,6 kilometer i öst-västlig riktning.  I omgivningarna runt Dersören växer i huvudsak blandskog.